# Keiko (orca)

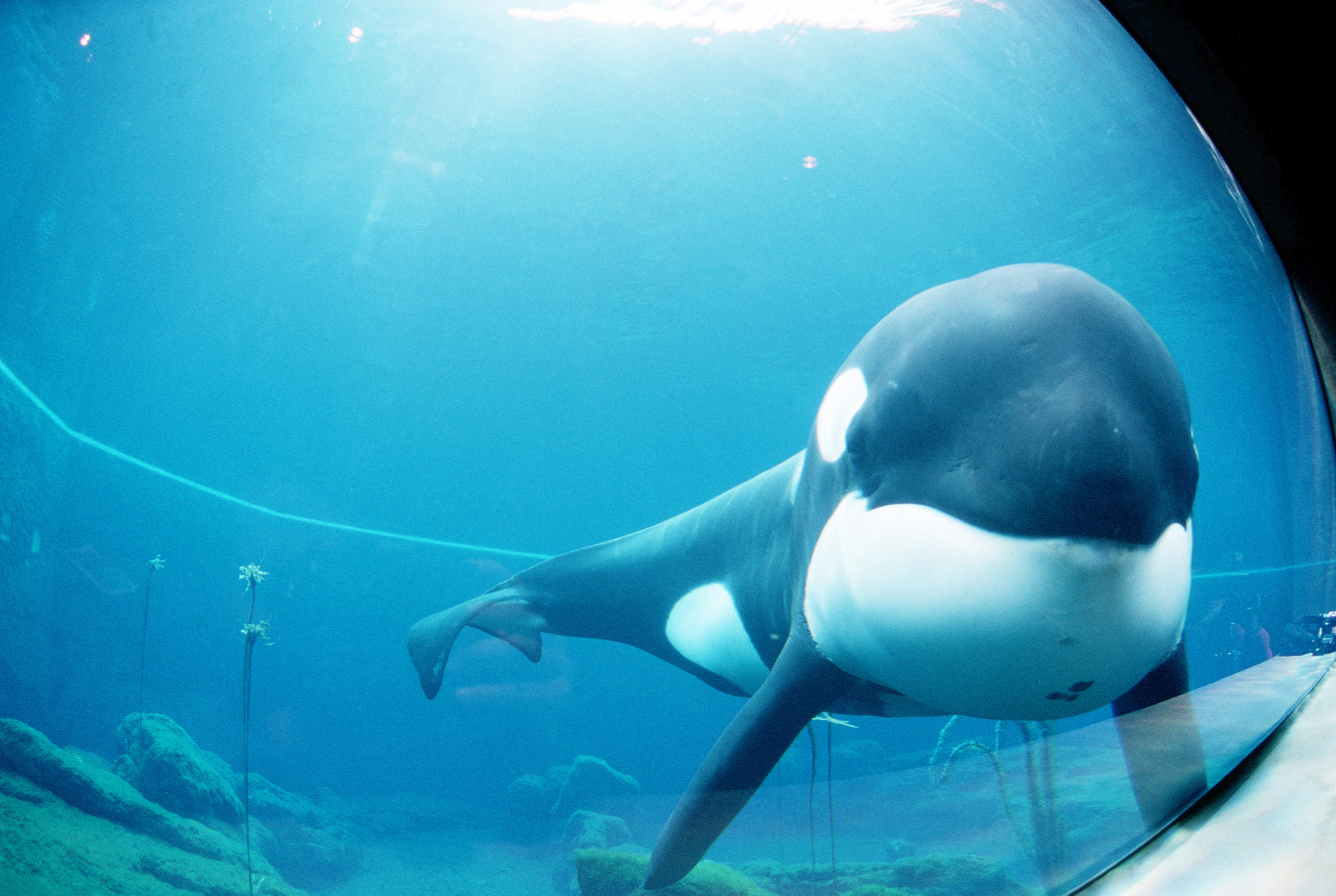
Keiko fotografato il 1º dicembre 1998, all'Oregon Coast Aquarium

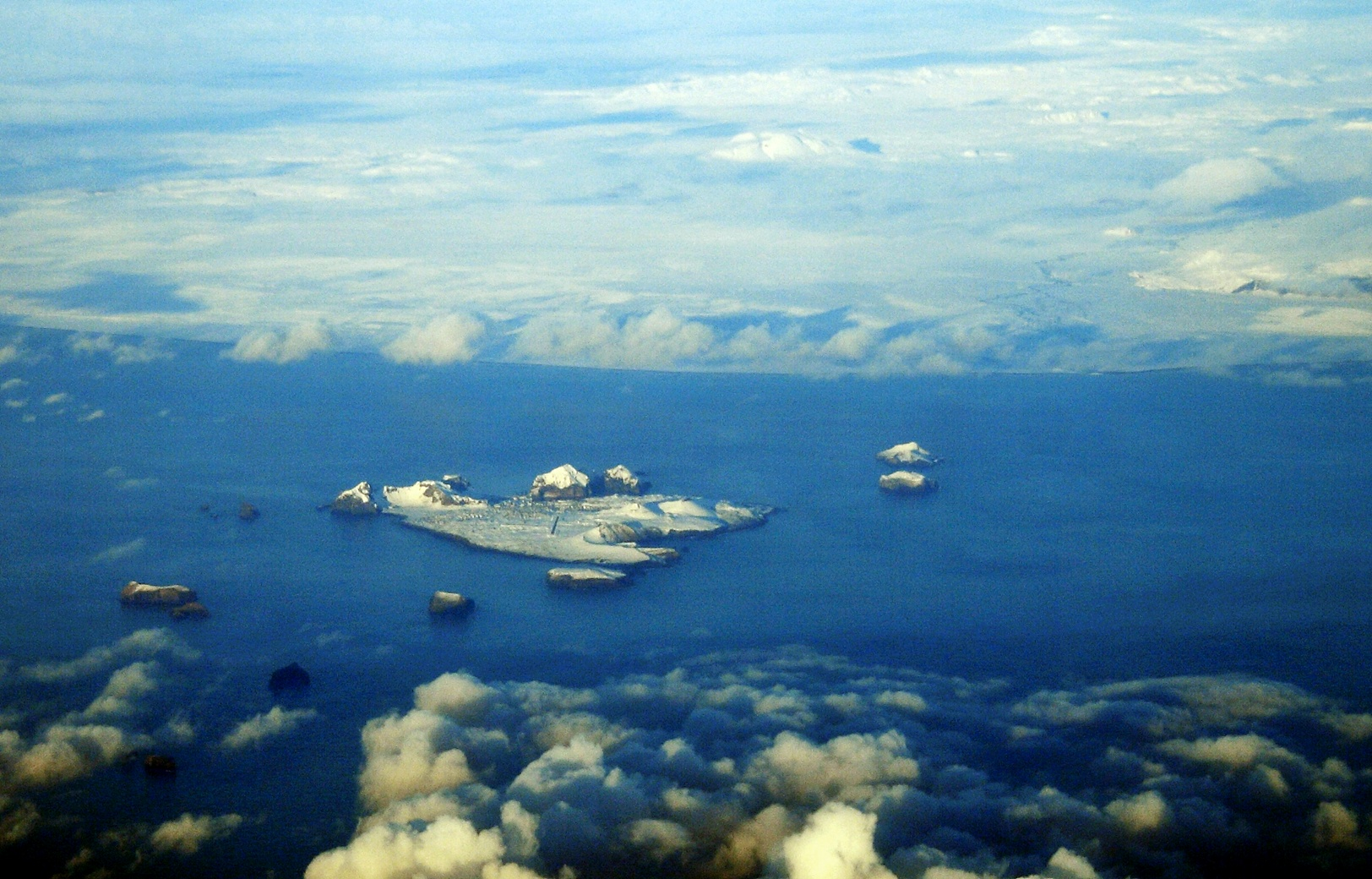
Le isole Vestmann, dove Keiko è stato catturato e successivamente liberato

Keiko (circa 1976 – Halsa, 12 dicembre 2003) è stato un esemplare maschio di orca, noto soprattutto per aver interpretato il ruolo di Willy nel film del 1993 Free Willy - Un amico da salvare e nei suoi sequel e per essere stato l'unico esemplare di orca in cattività per cui sia stato tentato, finora, il processo di reinserimento nell'ambiente naturale.

## Biografia
Nato probabilmente nel 1976, Keiko venne catturato nel 1979 nelle acque islandesi della baia di Klettsvik, presso le isole Vestmann, e messo in vendita per il settore dei parchi acquatici; venne acquistato dall'acquario di Hafnarfjörður, dove venne addestrato e battezzato "Siggi". Più avanti fu venduto, per 350.000 dollari, al parco divertimenti Reino Aventura di Città del Messico (l'odierno Six Flags Mexico). Ad un certo punto durante questi spostamenti, venne rinominato Keiko, che in giapponese significa "fortunato".
Le condizioni in cui Keiko era tenuto al Reino Aventura erano del tutto inadatte: la vasca, di dimensioni troppo piccole, era riempita d'acqua dolce con l'aggiunta di diversi sacchi di sale da cucina, e la temperatura era troppo calda; Keiko era spesso in condizioni fisiche e psicologiche pessime e, in generale, tutti gli animali al Reino Aventura erano maltrattati, ad esempio tenendoli a digiuno se rifiutavano di cooperare. Cionondimeno, Keiko era generalmente sempre ben disposto nei confronti della maggioranza degli umani, di cui sembrava gradire la compagnia (gli atti di ribellione testimoniati, comunque non gravi, sono solo due). Per alleviare la solitudine, nella vasca di Keiko erano a volte alloggiati anche alcuni tursiopi, cetacei con cui le orche non hanno rapporti amichevoli in natura, ma con cui possono legare in cattività.

### Notorietà e riabilitazione

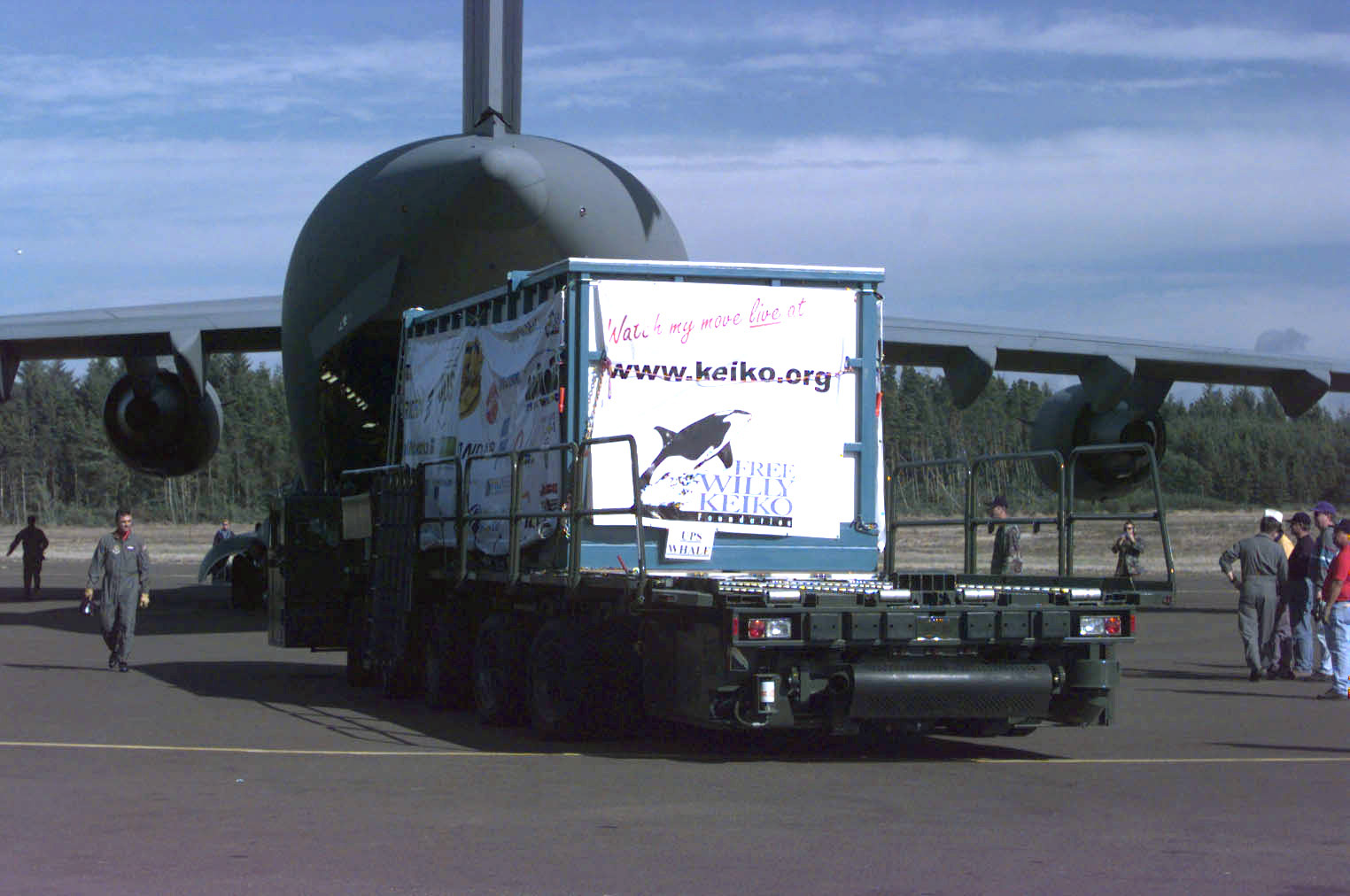
Il container con dentro Keiko mentre viene caricato sull'aereo che l'avrebbe portato in Islanda, il 9 settembre 1998

Keiko divenne noto al grande pubblico grazie allo strepitoso successo del film del 1993 Free Willy - Un amico da salvare, in cui interpretò il ruolo dell'orca Willy, che il giovane protagonista aiuta a fuggire dalla prigionia. Di lì a breve, divennero di pubblico dominio le condizioni di Keiko al Reino Aventura, destando un'indignazione senza precedenti; sull'onda del film partì una campagna internazionale per la sua liberazione, sostenuta anche dalla Humane Society e dalla Ocean Futures Society, che riuscì nell'intento stanziando venti milioni di dollari. Il parco Reino Aventura cedette Keiko alla Free Willy-Keiko Fondation, una società appositamente fondata dall'Earth Island Institute (un ente contattato dalla Warner Bros.), e nel gennaio 1996 l'orca venne spostata, con un aeroplano donato dalla UPS, all'Oregon Coast Aquarium di Newport, dove vennero costruite apposite strutture per la riabilitazione.
Due anni più tardi, il 9 settembre 1998, Keiko venne trasferito in Islanda con un C-17 della USAF; qui venne posto direttamente in mare, in una baia nella stessa zona in cui era stato catturato. Dapprima Keiko venne alloggiato all'interno di un piccolo recinto, dopodiché gli venne messa a disposizione l'intera baia, separata dal resto dell'oceano da una rete; più tardi questa rete venne dotata di un "cancello", da cui Keiko veniva fatto uscire per dei giri in oceano, accompagnato da una barca ed equipaggiato con una targhetta satellitare. In questo periodo, i suoi addestratori tentarono di insegnargli a procacciarsi il cibo da solo, senza successo.
Questa riabilitazione continuò fino al luglio 2002, allorché Keiko venne definitivamente liberato: il cetaceo viaggiò spedito verso la Norvegia, raggiungendo, tra agosto e settembre, la costa presso il villaggio di Halsa, dove si fermò; lì Keiko cercò attivamente la compagnia dell'uomo, permettendo addirittura alle persone di salirgli in groppa, e divenne ben presto un'attrazione locale, ma quando la folla divenne eccessiva cominciò ad evitarla, e le autorità locali vietarono infine di avvicinarsi a lui. L'orca non si allontanò comunque mai da quelle acque, dove venne raggiunta e assistita dai suoi custodi, e morì il 12 dicembre 2003 nel vicino fiordo di Taknes a causa di un'improvvisa polmonite; al decesso, Keiko era affiancato da tre dei suoi custodi umani e aveva raggiunto l'età di 26-27 anni.

## Controversie sul progetto di riabilitazione

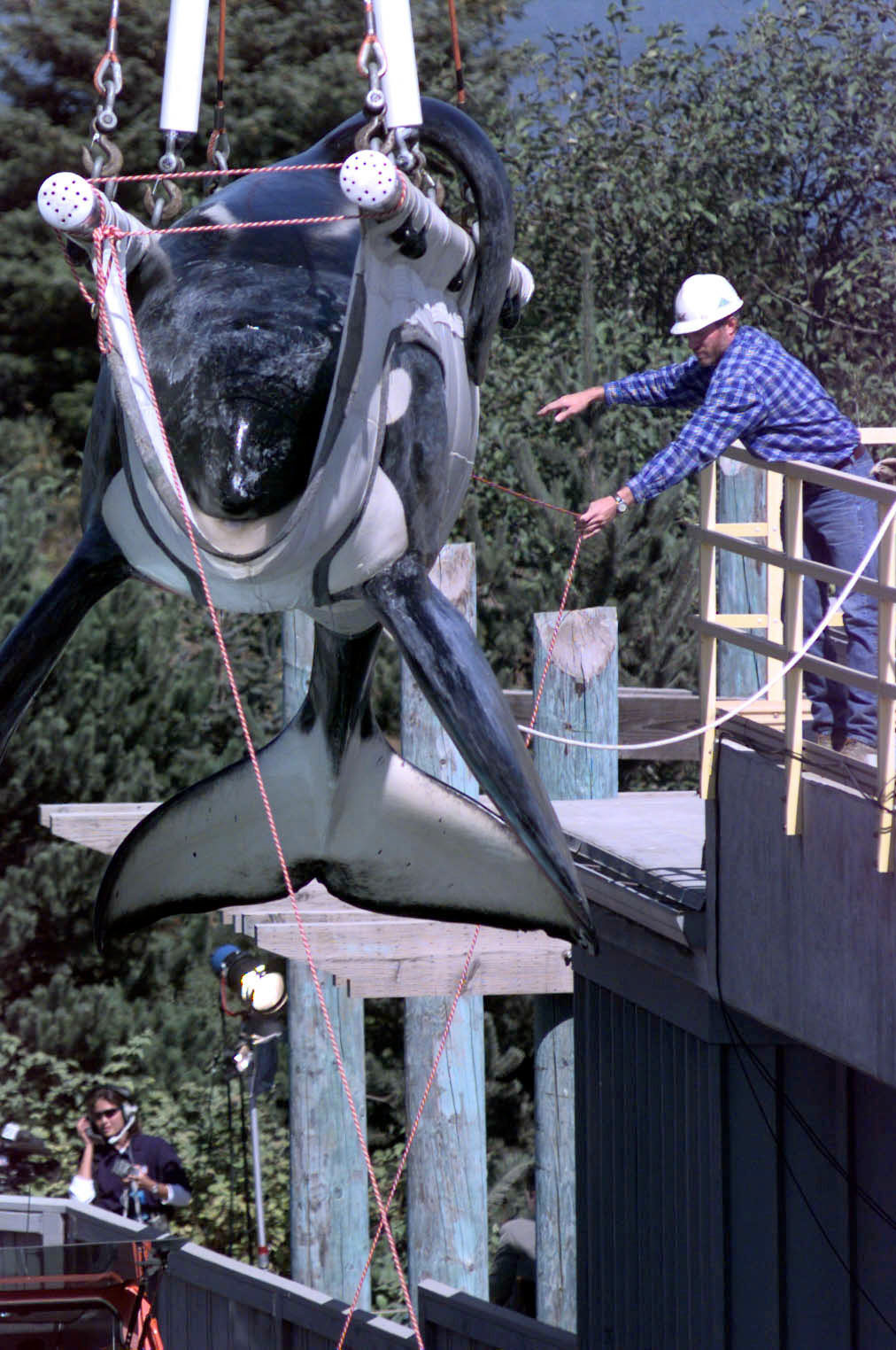
Keiko mentre viene pesato durante il caricamento nel container per il viaggio in Islanda

Il progetto per la liberazione di Keiko suscitò diverse critiche, sia durante il suo svolgimento, sia dopo la morte dell'orca. Oltre al suo costo molto elevato, altri dubbi vennero sollevati sul reale impatto della liberazione sul benessere di Keiko. Fin da subito, ad esempio, venne criticata l'impossibilità di far ricongiungere Keiko con il suo branco d'origine, il che in effetti non avvenne.
Finora, tutte le riabilitazioni alla vita selvatica di cetacei che hanno avuto successo riguardavano soggetti giovani, e che erano stati in cattività per un periodo breve; Keiko non aveva questi requisiti, e infatti non riuscì mai ad interagire con le altre orche, né a imparare a cacciare da solo, e anche dopo la sua liberazione cercò attivamente il contatto umano e necessitò di assistenza permanentemente. Nonostante il fallimento della reintroduzione alla vita selvatica, date le condizioni di partenza, secondo i sostenitori del progetto, esso può essere considerato comunque un successo. Collateralmente, l'attenzione mediatica attorno al caso di Keiko contribuì ad aumentare le restrizioni sulla cattura di orche selvatiche in molti paesi, e a fermare completamente tali catture in Islanda.
Nel 2010 è stato prodotto un documentario sugli ultimi cinque anni di vita di Keiko, contenente anche video del suo periodo di riabilitazione, Keiko: The Untold Story.

## Filmografia
- La debuttante (Quinceañera, 1987 - serie televisiva, episodio 1.2)
- Keiko en peligro, regia di René Cardona III (1990)
- Free Willy - Un amico da salvare (Free Willy), regia di Simon Wincer (1993)
- Free Willy 2 (Free Willy 2: The Adventure Home), regia di Dwight H. Little (1995)
- Azul (telenovela, 1996)
- Free Willy 3 - Il salvataggio (Free Willy 3: The Rescue), regia di Sam Pillsbury (1997)